# Impasse du Labrador
Impasse du Labrador är en återvändsgata i Quartier Saint-Lambert i Paris femtonde arrondissement. Gatan är uppkallad efter regionen Labrador. Impasse du Labrador börjar vid Rue Camulogène 5.

## Omgivningar
- Saint-Antoine-de-Padoue
- Square Julia-Bartet
- Rue de Montebello

## Bilder
| - Gatuskylt. - Saint-Antoine-de-Padoue. - Square Julia-Bartet. |

## Kommunikationer
- Tunnelbana – linje  – Porte de Vanves
- Busshållplats Brancion – Paris bussnät

### Webbkällor
- ”Impasse du Labrador”. Mairie de Paris. https://web.archive.org/web/20160303192413/http://www.v2asp.paris.fr/commun/v2asp/v2/nomenclature_voies/Voieactu/5125.nom.htm. Läst 30 december 2023.
- ”Impasse du Labrador (15ème arrondissement)”. Les rues de Paris. https://web.archive.org/web/20160409005700/http://www.parisrues.com/rues15/paris-15-impasse-du-labrador.html. Läst 30 december 2023.